# Bahamas distrikt

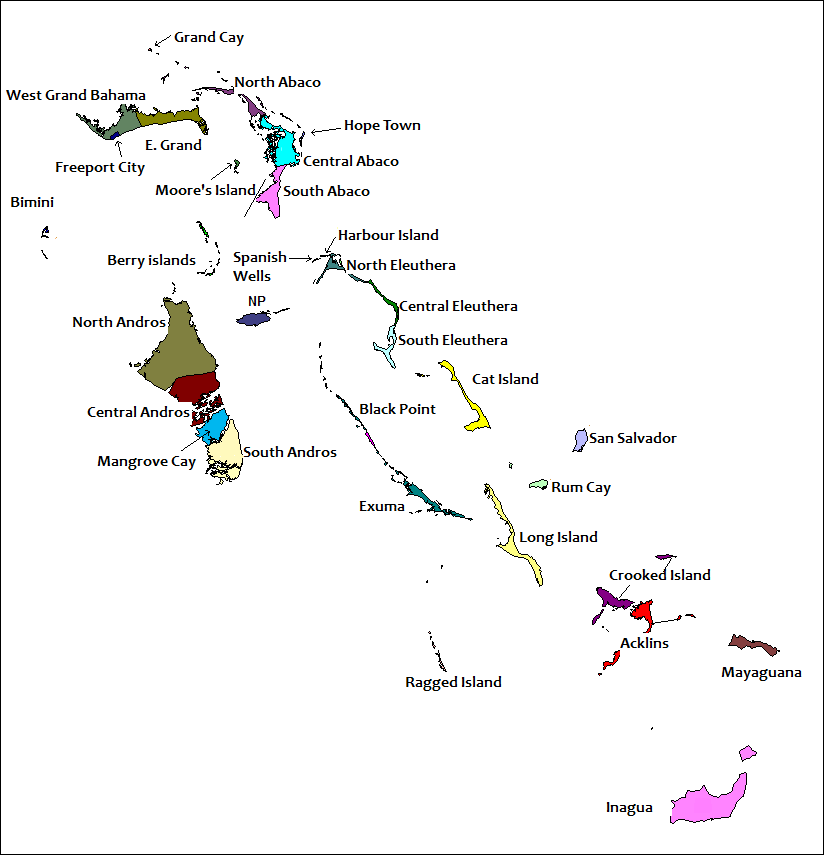
Bahamas districts (distrikt).

Bahamas distrikt Bahamas är indelat i 31 administrativa distrikt (districts). Den nuvarande indelningen infördes 1996 då förutom de lokala förvaltningsdistrikten (Local Government Districts) även lokal familjeadministration tillkom (Family Island Administrators). Syftet var att öka möjligheten till ett ökad lokalt självstyre.
| Ö                                  | Areal (km²) | Invånarantal | Distrikt          | Centralort    |
| ---------------------------------- | ----------- | ------------ | ----------------- | ------------- |
| Abaco                              | 1 681       | 16 700       | Central Abaco     |               |
|                                    |             |              | North Abaco       |               |
|                                    |             |              | South Abaco       |               |
|                                    |             |              | Hope Town         |               |
| Grand Cay                          |             |              | Grand Cay         |               |
| Moore’s Island                     |             |              | Moore's Island    |               |
| Acklins                            | 389         | 560          | Acklins           |               |
| Andros                             | 5 957       | 7 400        | Central Andros    |               |
|                                    |             |              | North Andros      |               |
|                                    |             |              | South Andros      |               |
|                                    |             |              | Mangrove Cay      |               |
| Berry Islands                      | 31          | 800          | Berry Islands     |               |
| Bimini                             | 23          | 2 000        | Bimini            |               |
| Cat Island                         | 388         | 1 500        | Cat Island        |               |
| Crooked Island                     | 148         | 300          | Crooked Island    |               |
| Eleuthera                          | 518         | 11 200       | Central Eleuthera |               |
|                                    |             |              | North Eleuthera   |               |
|                                    |             |              | South Eleuthera   |               |
| Saint Georges Island Russel Island |             |              | Spanish Wells     | Spanish Wells |
| Exuma                              | 250         | 7 400        | Black Point       |               |
|                                    |             |              | Exuma             |               |
| Grand Bahama                       | 1 373       | 51 750       | City of Freeport  |               |
|                                    |             |              | East Grand Bahama | High Rock     |
|                                    |             |              | West Grand Bahama |               |
| Harbour Island                     | 8           | 1 700        | Harbour Island    | Dunmore Town  |
| Inagua                             | 1 551       | 900          | Inagua            | Matthew Town  |
| Long Cay                           | 21          | 33           | Crooked Island    | Albert Town   |
| Long Island                        | 596         | 3 100        | Long Island       | Clarence Town |
| Mayaguana                          | 285         | 270          | Mayaguana         | Abraham's Bay |
| Ragged Island                      | 36          | 7            | Ragged Island     | Duncan Town   |
| San Salvador                       | 163         | 1 000        | San Salvador      | Cockburn Town |
| Rum Cay                            | 78          | 100          | Rum Cay           | Port Nelson   |